# Vogelherd Niederschlema

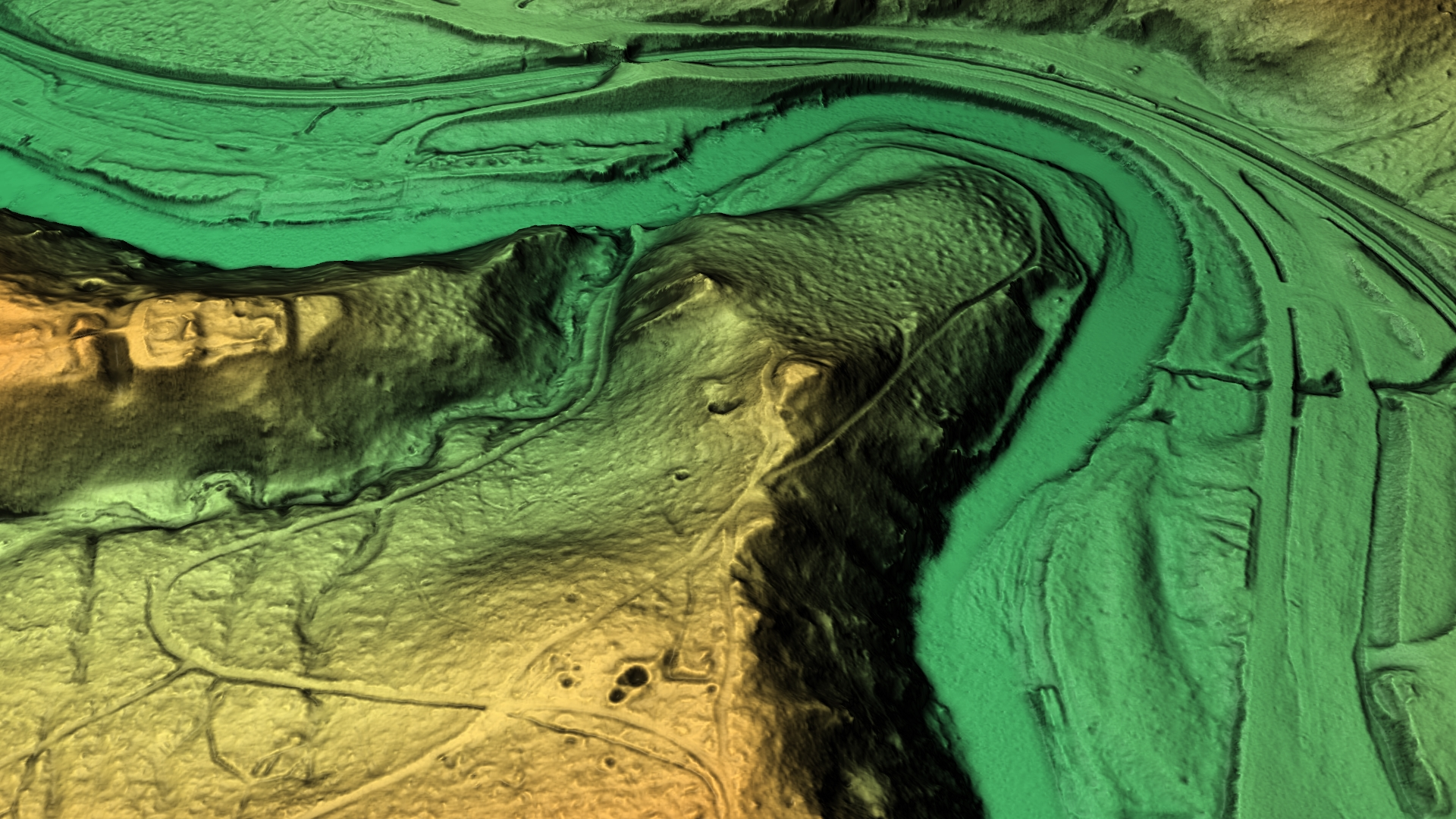
3D-Ansicht des digitalen Geländemodells

Mit Vogelherd Niederschlema wird eine ehemalige Spornburg bei 270 m ü. NN auf einem Felssporn über der Zwickauer Mulde östlich von Wildbach im Erzgebirge bezeichnet.

## Beschreibung und Geschichte
Die Anlage befand sich etwa einen Kilometer östlich von Wildbach an der Spitze eines nach Nordosten gerichteten Bergsporns, der im Osten, Süden und Westen vom Fluss Zwickauer Mulde geschützt wird. Kaum 200 Meter westlich befindet sich auf dem benachbarten Sporn die Ruine der Isenburg. Aufgrund der topographischen Lage muss Burg Vogelherd zum Typus der Spornburgen gezählt werden. Sie besaß ein ovales Kernwerk von etwa 13 mal 15 Metern. Ungefähr vier Meter unterhalb des Kernwerks befindet sich eine umlaufende Terrasse. Am 30. April 1969 wurde die Anlage als Bodendenkmal unter Schutz gestellt.